# Pseudapis femoralis
Pseudapis femoralis är en biart som först beskrevs av Peter Simon Pallas 1773.  Pseudapis femoralis ingår i släktet Pseudapis och familjen vägbin. Inga underarter finns listade i Catalogue of Life.